# Bayerische Landesbank
Die Bayerische Landesbank (BayernLB) ist eine Anstalt des öffentlichen Rechts mit Sitz in München. Als Landesbank ist sie die Hausbank des Freistaates Bayern und Spitzeninstitut für die bayerischen Sparkassen. Mit Ausnahme der Führung von Spareinlagen betreibt das Institut als Universalbank alle Arten von Bankgeschäften. Die BayernLB ist durch das Landesgesetz vom 27. Juni 1972 gegründet worden, welches den Zusammenschluss von Bayerischer Gemeindebank – Girozentrale – und der staatlichen Bayerischen Landesbodenkreditanstalt geregelt hat. Den Hauptsitz plante das Architekturbüro Beck – Enz – Yelin. Der damals bestehende Zusatz „Girozentrale“ wurde abgelegt.
Der ursprüngliche Plan der bayerischen Staatsregierung, die BayernLB noch in der Legislaturperiode bis 2013 vollständig zu privatisieren, wurde zurückgestellt, da die Europäische Kommission ein größeres Gewicht auf die Restrukturierung und Zukunftsfähigkeit der Bank legt und nicht mehr auf eine schnelle Privatisierung drängt. Nach Abschluss des Beihilfeverfahrens durch die EU-Kommission am 25. Juli 2012 und im Zuge der Restrukturierung der Bank konzentriert sich die BayernLB auf die Versorgung der bayerischen und deutschen Wirtschaft mit einer breiten Palette von Finanzdienstleistungen.

## Eigentümer
Alleiniger Träger der Bank ist seit 9. September 2002 die BayernLB Holding AG. Mittelbare Eigentümer sind über diese Holding der Freistaat Bayern und der Sparkassenverband Bayern. Bayern war seit Dezember 2008 damit indirekt mit etwa 94 % mehrheitlicher Eigentümer der Bank. Dies war das Ergebnis einer Kapitalerhöhung in Höhe von 10 Milliarden Euro durch das Land Bayern, die infolge der Finanzkrise notwendig wurden. Der restliche Anteil mit 6 % gehörte dem Bayerischen Sparkassenverband. Auf Druck der Europäischen Kommission übernahm der Bayerische Sparkassenverband im Juni 2013 für rund 830 Millionen Euro Anteile des Freistaats Bayern an der Landesbank. Seitdem hält Bayern 75 % und der Bayerische Sparkassenverband 25 % der Anteile an der Holdinggesellschaft. Diese Transaktion kam einem nachträglichen Beitrag der Sparkassen für die Rettung der Landesbank gleich.

## Standorte

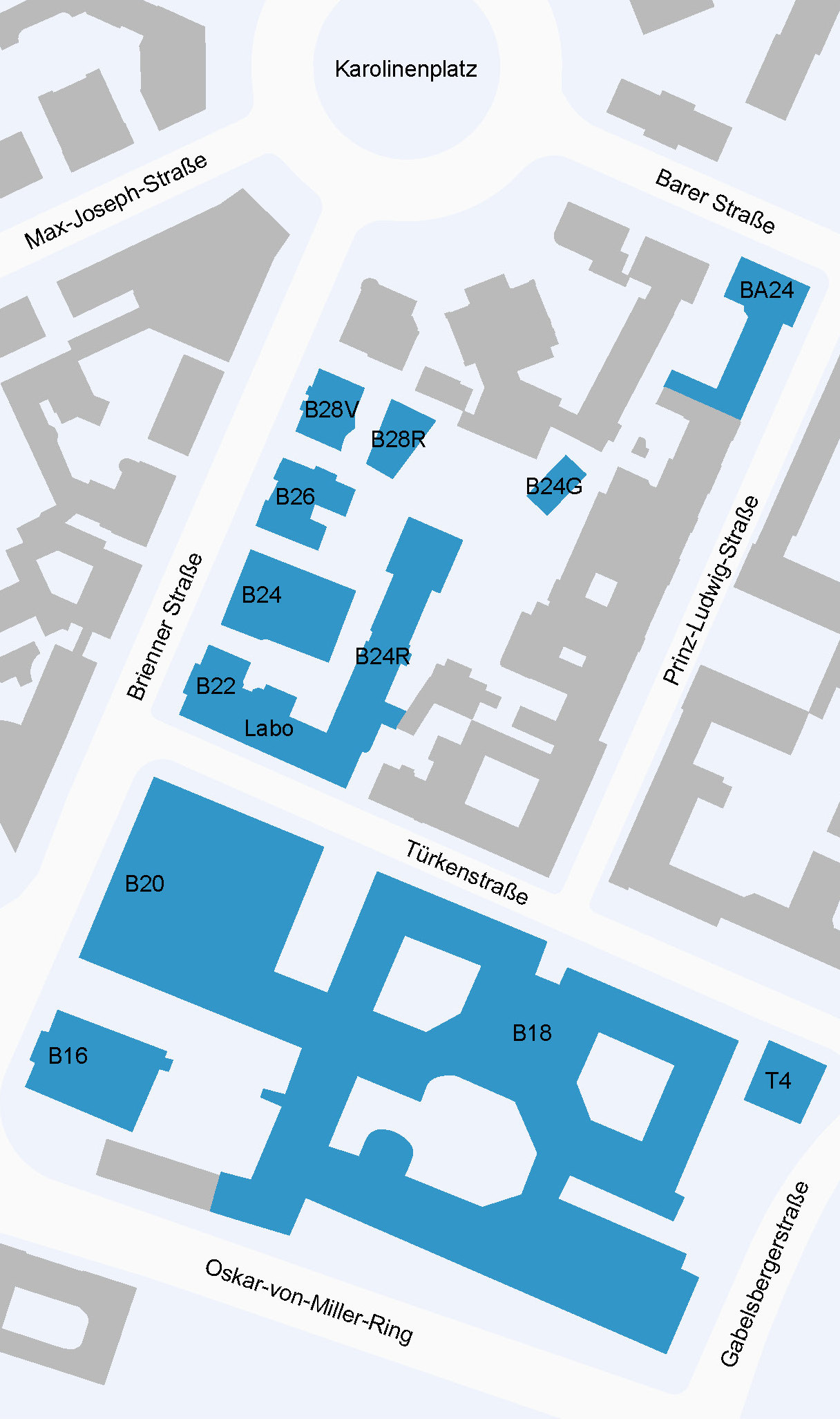
Plan des Standorts München

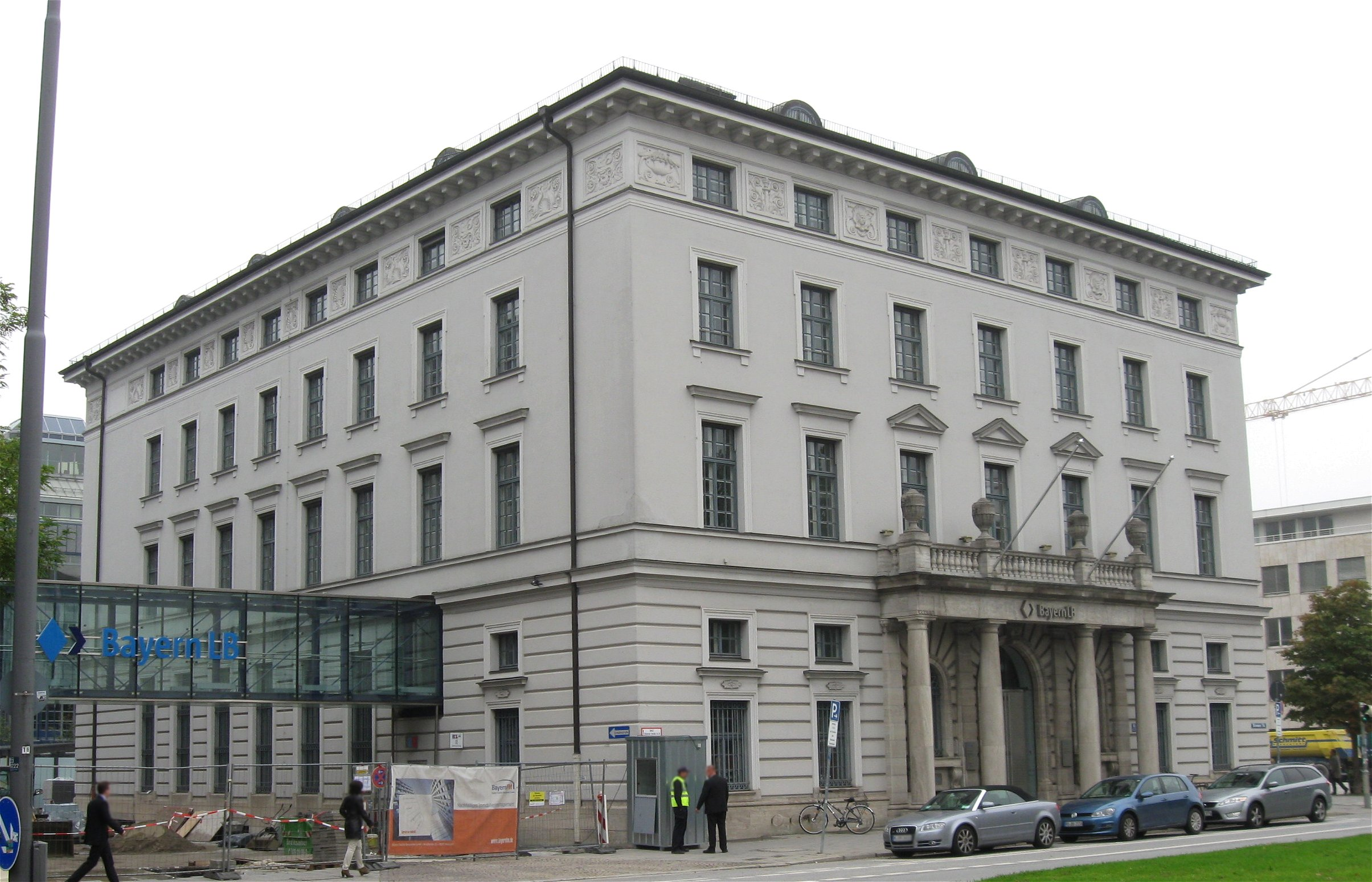
Brienner Str. 16 – Teil des HQ-Komplexes, früher Münchner Branche der Disconto-Gesellschaft

Die BayernLB ist in Deutschland neben ihrem Hauptsitz in München noch mit einer Niederlassung in Nürnberg und Vertriebsbüros in Düsseldorf, Stuttgart, Frankfurt am Main, Hamburg, Berlin und Leipzig vertreten. Das Netz von Niederlassungen im Ausland wurde bereits deutlich reduziert. Insgesamt wurden 7 Niederlassungen/Repräsentanzen im Ausland, vorwiegend in Asien und Kanada, geschlossen. Die Standorte Paris, New York, London, Mailand und Moskau bleiben erhalten, jedoch wurde an allen Niederlassungen der Umfang der Geschäftstätigkeit deutlich verringert.
Zusätzlich unterstützt die BayernLB die deutsche Wirtschaft in China durch die German Centres in Shanghai und Taicang.

## Geschäftsbereiche
Als rechtlich unselbständige Anstalt führt die Bank die Bayerische Landesbodenkreditanstalt, ein Organ der staatlichen Wohnungspolitik. Die LBS Bayern, die öffentlich rechtliche Bausparkasse im Freistaat, wurde als Auflage für die Genehmigung der Beihilfen durch die EU-Kommission Ende 2012 für 818 Millionen Euro an die bayerischen Sparkassen verkauft und ist damit seit 1. Januar 2013 nicht mehr im Eigentum der BayernLB.
In einer Gesetzesnovellierung vom 27. Juli 2009 wurden die Aufgaben des Kreditinstituts neu geregelt. Die Bank soll nunmehr in Bayern durch ihre Geschäftstätigkeit den Wettbewerb stärken und die Versorgung der Wirtschaft, namentlich des Mittelstands, und der öffentlichen Hand mit geld- und kreditwirtschaftlichen Dienstleistungen sicherstellen. Ihr Geschäftsgebiet hat sich auf Bayern, Deutschland und die angrenzenden Wirtschaftsräume in Europa zu konzentrieren. Sie ist Hausbank des Freistaates Bayern.
In ihrer Geschäftsbankenfunktion bietet sie ihren Kunden die gesamte Dienstleistungspalette im Privat-, Industrie-, Beteiligungs- und Auslandsgeschäft an. Dazu gehören auch der Wertpapierhandel. Ein Schwerpunkt ist das mittel- und langfristige Emissionsgeschäft. Die Bank refinanziert sich dabei durch die Ausgabe von Schuldverschreibungen und Anleihen aller Art und gehört deshalb im Bundesgebiet zu den bedeutenden Emissionsinstituten.
Als Staats- und Kommunalbank ist die BayernLB dem Freistaat Bayern und seinen Kommunen durch eine umfassende kredit- und finanzwirtschaftliche Beratung bei der Erfüllung ihrer öffentlichen Aufgaben, namentlich bei der Strukturförderung, zu Diensten. Sie betreut Anleiheemissionen, andere Finanztransaktionen und Förderprogramme des Bundeslandes. Die Sparkassen werden durch ihre Clearingfunktion im Zahlungsverkehr sowie beim Wertpapierdienstleistungs- und dem Auslandsgeschäft von der Bank unterstützt. Bei Konsortial- und Körperschaftskrediten können sie auf die Erfahrung ihres Zentralinstituts zählen.
In ihrer Geschäftsstrategie fokussiert sich die BayemLB auf bayerische und deutsche Unternehmens- und Immobilienkunden, Sparkassen, die öffentliche Hand in Bayern und Privatkunden, die von der Konzerntochter Deutsche Kreditbank AG betreut werden. Geschäftsfelder, die nicht mehr zum Kerngeschäft der BayernLB gehören, wurden eingestellt, dazu zählen forderungsbesicherte Vermögenswerte (ABS), Investmentbanking, gedeckte Kredite/fremdfinanzierte Akquisitionen (Secured Lending/Acquisition Financing) ohne Deutschlandbezug und die Schiffs- und Flugzeugfinanzierung. Außerdem wurden die Aktivitäten in den Bereichen internationale Projektfinanzierung und internationale Immobilienfinanzierung zurückgefahren. Zusätzlich wird die BayernLB als Folge der Genehmigung der Beihilfen durch die EU-Kommission am 25. Juli 2012 ihre Bilanzsumme um 50 % reduzieren im Vergleich zur Ausgangsbasis 2008.

## Tochtergesellschaften
Die BayernLB hat Anteilsbesitz von 49,9 % oder mehr an folgenden größeren Unternehmen:
| Unternehmen                                     | Sitz    | Anteil in % |
| ----------------------------------------------- | ------- | ----------- |
| Deutsche Kreditbank AG                          | Berlin  | 100,0       |
| BayernInvest Kapitalverwaltungsgesellschaft mbH | München | 100,0       |
| Real I.S. AG                                    | München | 100,0       |
| LB Immobilienbewertungsgesellschaft mbH         | München | 100,0       |

Eine unselbständige Einrichtung ist die Bayerische Landesbodenkreditanstalt.
Aufgrund von Auflagen im Rahmen der Genehmigung der Beihilfen durch die EU-Kommission trennte sich die BayernLB sukzessive ab 2010 von den Anteilen an der SaarLB. Im Jahr 2013 wurden die verbliebenen Anteile an das Bundesland Saarland veräußert.
Darüber hinaus wurde der Verkauf von Beteiligungen an der KGAL GmbH & Co. KG im April 2014 abgeschlossen.
Infolge der Krise der Landesbank musste der Freistaat Bayern dieser finanziell massiv unter die Arme greifen. Diese Subventionen wurden von der Europäischen Union nur unter der Auflage geduldet, dass sich die Landesbank von ihrer Wohnungstochtergesellschaft GBW trennt bzw. diese einen Großteil ihres Immobilienbestandes veräußert. Finanzminister Markus Söder weigerte sich, sich für den Freistaat am Bieterverfahren um 32.000 GBW-Wohnungen zu beteiligen und so diese weiter in öffentlichem Besitz zu halten. Letztlich erhielt die Patrizia AG den Zuschlag, die ein von der Landeshauptstadt München geführtes Konsortium aus betroffenen Kommunen überbot. Söder sicherte zum Bestandsschutz für die Mieter eine „Sozialcharta XXL“ zu. Aufgrund von Lücken im Kaufvertrag häuften sich bei den Mietervereinen in ganz Bayern jedoch Beschwerden über Umwandlung von Miet- in Eigentumswohnungen, den Weiterverkauf von Wohnungen an Dritte oder schmerzhafte Mieterhöhungen.

## Geschichte
Am 21. April 1884 unterzeichnete König Ludwig II. in Hohenschwangau das „Gesetz, die Landeskultur-Rentenanstalt betreffend“. Ziel des Gesetzes war es, „die Beschaffung von Kapitalien zur Ausführung von Kulturunternehmungen zu erleichtern“. Durch die „Königlich Allerhöchste Verordnung“ vom 4. Juni 1884 wurde die Landeskultur-Renten-Kommission eingesetzt, deren Aufgabe die Prüfung und Bescheidung der Darlehensgesuche sowie die Bewirkung des Darlehensvollzuges und Überwachung der Darlehensverwendung war. Die Kommission war dem Staatsministerium des Innern untergeordnet und auch die „Bureaugeschäfte“ wurden im Innenministerium besorgt. Es gab also anfänglich kein eigenes Geschäftsgebäude und das „Personal“ bestand aus wenigen Beamten, die auf verschiedene Ministerien und staatliche Einrichtungen verteilt waren und ihre Aufgaben für die Landeskultur-Rentenanstalt nebenamtlich erledigen mussten.
1904 erreicht die Darlehenssumme der Landeskultur-Rentenanstalt 3 Millionen Mark.
Die Vertreter der bayerischen Sparkassen gründeten am 9. Dezember 1914 den Giroverband und mit ihm eine zentrale Abrechnungsstelle für den Scheck- und Giroverkehr. Die Förderung des bargeldlosen Zahlungsverkehrs galt zu dieser Zeit als vordringliche Aufgabe.
In Nürnberg wurde 1917 eine eigenständige Geschäftsstelle für die Girozentrale gegründet. Die Geschäftsabwicklung war in der ersten Zeit von der Städtischen Sparkasse Nürnberg nebenamtlich besorgt worden. Die „Girozentrale bayerischer Sparkassen“ erhielt auch erstmals eine hauptamtliche Leitung.
Die Girozentrale zog 1920 von Nürnberg nach München um. Ihre Aufgaben wurden wesentlich erweitert: Im Mittelpunkt stand insbesondere die Versorgung der Kommunen mit langfristigen Krediten, die durch Ausgabe von festverzinslichen Kommunal-Obligationen refinanziert wurden. Auch das Firmenkundengeschäft und das Konsortialgeschäft mit den Sparkassen wuchs stetig an. 1925 wurde die Girozentrale dann vom Sparkassenverband organisatorisch abgetrennt und in „Bayerische Gemeindebank (Girozentrale) Öffentliche Bankanstalt“ umbenannt.
1929 wurde die Bayerische Landesbausparkasse als Abteilung der Bayerischen Gemeindebank gegründet. Im selben Jahr wurde die Landeskultur-Rentenanstalt zur selbständigen juristischen Person öffentlichen Rechts mit wesentlich erweiterten Aufgaben wie z. B. Kreditvergabe für den sozialen Wohnungsbau. Sie erhielt das Emissionsrecht für die festverzinslichen Landeskultur-Rentenbriefe.
Gemäß ihren Aufgaben wurde die Landeskultur-Rentenanstalt 1949 in Bayerische Landesbodenkreditanstalt umbenannt.
Am 1. Juli 1972 fusionierten die Bayerische Gemeindebank und die Bayerische Landesbodenkreditanstalt zur Bayerischen Landesbank Girozentrale. Der Bayerische Landtag verabschiedete schließlich im Juni 1972 das Gesetz über die Bayerische Landesbank. Das künftige Institut wurde mit einem Grundkapital von 400 Millionen DM ausgestattet, an dem der Freistaat Bayern und die bayerischen Sparkassen je zur Hälfte beteiligt waren. Die Landesbank definierte sich hauptsächlich als Sparkassenzentralbank, Hausbank des Freistaates Bayern, Kreditinstitut der Kommunen und Universalbank mit Schwerpunkt im Wertpapier- und Auslandsgeschäft. Darüber hinaus konnte die Bank durch die als ihre Abteilung geführte Landesbausparkasse und durch die Landesbodenkreditanstalt wichtige Aufgaben im Städte- und Wohnungsbau abdecken. Die Bilanzsumme der neuen Landesbank betrug 1972 fast 30 Milliarden DM. 3.500 Mitarbeiter waren Ende 1972 bei der Bank beschäftigt, die meisten davon in München und nur ein kleiner Teil in der damals einzigen Zweigstelle in Nürnberg.
Ein Konsortium unter Führung der Bayerischen Landesbank gewährte der DDR einen Kredit in Höhe von 1 Milliarde D-Mark. Im Juli 1983 bürgte die Bundesregierung für dessen Rückzahlung. Der Kredit wurde – für viele überraschend – von Franz Josef Strauß eingefädelt. Strauß hatte im Wahlkampf vor der Bundestagswahl am 6. März 1983 bestritten, die DDR weiter unterstützen zu wollen; er brach also ein Wahlkampfversprechen. Dies führte zu zahlreichen Austritten aus der CSU. Auch die beiden CSU-Bundestagsabgeordneten Franz Handlos und Ekkehard Voigt traten aus; sie gründeten eine Partei namens Die Republikaner.
Nach Auszahlung des Kredits verwirklicht die DDR einige humanitäre Erleichterungen. Die Selbstschussanlagen an der innerdeutschen Grenze werden abgebaut.
Im März 1997 begann eine Finanzkrise in Thailand; sie griff auf mehrere asiatische Länder über und wird als Asienkrise bekannt. Die Bayerische Landesbank verlor dabei etwa 1,3 Milliarden DM. Gleichwohl stieg damalige Asienchef der Bank Alfred Lehner anschließend zum Chef der Landesbank auf.
Im August 1999 wird bekannt, dass 778 Millionen der 1,3 Milliarden DM dadurch verloren gingen, dass die Filiale Singapur Kredite ausreichte und dabei – offenbar wertlose – Aktien zu 100 Prozent belieh. Ende 1999 drängt Ministerpräsident Edmund Stoiber Lehner vergeblich zum Rücktritt.
Im Jahr 2000 werden weitere Mängel der Filiale in Singapur bekannt; Bayerns Finanzminister Kurt Faltlhauser drängte Lehner erneut zum Rücktritt.
Im Februar 2001 wird öffentlich bekannt, dass das Bundesaufsichtsamt für das Kreditwesen Lehner mit Abberufung droht, sollte er nicht freiwillig zurücktreten. Das Amt wirft ihm mangelnde fachliche Eignung vor. Lehner, der bis November 2001 im Amt bleiben wollte, erklärt seinen vorzeitigen Rücktritt zum 31. Mai 2001.
Mit dem neuen Marktauftritt nun unter BayernLB begann für die Landesbank die Zeit nach dem Wegfall der staatlichen Haftungsgarantien. 
Im Mai 2007 übernahm die BayernLB für 1,625 Milliarden Euro eine Beteiligung von 50 Prozent plus einer Aktie an der österreichischen Hypo Group Alpe Adria (HGAA).
Die Auswirkungen der Finanzmarktkrise 2008 trafen die BayernLB, die Bank musste auf Grund der Verluste aus dem ABS-Portfolio gestützt werden und erhielt vom Freistaat 7 Milliarden Euro Eigenkapital und Garantien i.H.v. 15 Milliarden Euro vom Bund. Am 1. März 2008 trat der Vorstandsvorsitzende Werner Schmidt zurück, sein Nachfolger wurde Michael Kemmer, der bisherige CFO und stellvertretende Vorstandsvorsitzende.
Im Dezember 2009 gab die BayernLB ihre Anteile an der HGAA zum symbolischen Preis von 1 Euro an die Republik Österreich ab, nachdem erneuter Finanzbedarf der HGAA in Höhe von mindestens 1,5 Milliarden Euro bekannt geworden war. Der Vorstandsvorsitzende Kemmer trat daraufhin zurück, dabei im Spiel auch hohe Bonuszahlungen, kommissarisch übernahm der stellvertretende Vorstandsvorsitzende Stefan Ermisch die Leitung der BayernLB.
Die Vorgänge im Zusammenhang mit dem Erwerb der HGAA wurden 2010 sowohl von einem parlamentarischen Untersuchungsausschuss als auch von der Staatsanwaltschaft München untersucht. Im Fokus standen dabei besonders ehemalige Vorstands- und Verwaltungsratsmitglieder der BayernLB sowie der Vermögensverwalter Tilo Berlin.
Am 15. April übernahm Gerd Häusler, der zuvor stellvertretender Vorsitzender des Verwaltungsrats der BayernLB war, den Vorstandsvorsitz der BayernLB.
Im Januar 2011 wurde der ehemalige BayernLB-Vorstand Gerhard Gribkowsky wegen des Verdachts der Bestechlichkeit, Untreue und Steuerhinterziehung verhaftet. Er sollte, getarnt als Beratervertrag, über eine Stiftung 50 Millionen US-Dollar im Zusammenhang mit einem Geschäft aus Anteilen an der Formel 1 erhalten haben. Die Bank hatte den Erwerb der Anteile durch die Kirch-Gruppe finanziert und übernahm diese in deren Insolvenz. Gribkowsky war von 2002 bis 2008 als Vorstandsmitglied für die Risikosteuerung und Vermeidung von Kreditausfällen zuständig und verkaufte federführend den Anteil der BayernLB an der Formel 1. Er wurde im Jahr 2012 wegen dieser Vorgänge zu einer Freiheitsstrafe von achteinhalb Jahren verurteilt.
Die BayernLB forderte im Januar 2011 von Gribkowsky 200 Millionen Euro Schadenersatz für das Debakel bei der Hypo Group Alpe Adria, bei der 3,7 Milliarden Euro verlorengingen.
Am 1. April 2015 wurde das Liquidationsverfahren über die Banque LBLux eröffnet und die Banklizenz zurückgegeben. Die Firma wurde daraufhin geändert in „Banque LBLux in Liquidation“.

## Öffentliche Wahrnehmung, Kritik und Kontroversen

### Nähe zur bayerischen Staatsregierung
Kritiker und Opposition im Landtag werfen der Bank allzu große Willfährigkeit gegenüber Wünschen und Vorstellungen der bayerischen Staatsregierung vor. So habe Ministerpräsident Franz Josef Strauß im Jahr 1983 den Milliardenkredit an die damals devisenklamme DDR über die Bayerische Landesbank eingefädelt. Ein Konsortium unter Führung der Bank lieh damals dem anderen deutschen Staat eine Milliarde DM, nach einer Zusicherung vom 29. Juni 1983 bald darauf verbürgt durch die Bundesregierung.
1993 wurde die Bank zu hohen Schadensersatzzahlungen an geprellte Kleinanleger im Zusammenhang mit der Mega-Petrol-Affäre verurteilt.

### Engagement bei der Kirch-Gruppe
Die zunehmende Schieflage des Geldinstituts bei Finanzierungen an die Gruppe des Medienunternehmers Leo Kirch (1926–2011) wurde mit dem politischen Vorsatz, München zum bedeutsamsten deutschen Medienstandort zu machen, in Zusammenhang gebracht. Im Jahr 2002 wurde die Kirch-Gruppe endgültig insolvent. Deren größter Gläubiger war mit rund 2 Milliarden Euro die Bayern LB. In der Folge musste die Risikovorsorge der Bayern LB erheblich erhöht werden. Aufgrund des problembehafteten Risiko-Controllings und weiterer Versäumnisse musste die Bank Mitarbeiter im größeren Umfang entlassen. Vor allem Randbereiche der Bank waren davon betroffen.

### Engagement in Singapur und Kroatien
1997 beschloss die Bank die Einstellung des Geschäftes mit Aktienkrediten, nachdem ihre Filiale in Singapur dubiosen malaysischen Kreditnehmern aufgesessen war. Die Kreditgewährungen in Asien waren mit einem Schadenspotenzial von 800 Millionen D-Mark verbunden, das sich später durch Teilrückführungen ermäßigt hat. Der möglicherweise nutzlose Ankauf einer kroatischen Bank verursachte 80 Millionen an Kosten.

### GBW-Verkauf
Infolge des Debakels um die Hypo Alpe Adria musste der Freistaat Bayern der Landesbank finanziell massiv unter die Arme greifen. Diese Subventionen wurden von der Europäischen Union nur unter der Auflage geduldet, dass sich die Landesbank von ihrer Wohnungstochtergesellschaft GBW trennt bzw. diese einen Großteil ihres Immobilienbestandes veräußert. Nachdem der bayerische Finanzminister Markus Söder sich weigerte, sich für den Freistaat am Bieterverfahren um 32.000 GBW-Wohnungen zu beteiligen und so diese weiter in öffentlichem Besitz zu halten, erhielt letztlich die Patrizia AG den Zuschlag, die ein von der Landeshauptstadt München geführtes Konsortium aus betroffenen Kommunen überbot. Söder sicherte zum Bestandsschutz für die Mieter eine „Sozialcharta XXL“ zu. Aufgrund von Lücken im Kaufvertrag häuften sich bei den Mietervereinen in ganz Bayern jedoch Beschwerden über Umwandlung von Miet- in Eigentumswohnungen, den Weiterverkauf von Wohnungen an Dritte oder schmerzhafte Mieterhöhungen.
Unterdessen kauften einige Gemeinden Wohnungen aus dem GBW-Bestand zurück.
Nachdem die Mieten für viele Bewohner stark gestiegen sind und Menschen systematisch aus den Wohnungen gedrängt würden, um sie hochpreisig neu zu vermieten oder zu verkaufen, wurde der umstrittene Verkauf der GBW-Wohnungen im Oktober 2016 erneut Thema einer Debatte im Bayerischen Landtag.

### Rüstungstechnologie
Nach einer Studie der Cluster Munition Coalition 2010 war die BayernLB an der Finanzierung von Streubomben beteiligt. Diese Studie wird jährlich weiter geführt. 2012 wird nicht mehr von dieser Beteiligung berichtet, sondern von Fortschritten bei entsprechenden Ausschlusskriterien. 2013 wird die BayernLB nicht mehr erwähnt.
Für die Finanzierung von Rüstungsexporten in den arabischen Raum wurde die BayernLB von der Nichtregierungsorganisation Urgewald kritisiert.
Ihre Haltung zum Thema Waffen und Rüstung hat die BayernLB 2021 in ihren „Leitplanken der Transformation“ veröffentlicht. Darin heißt es: „Die BayernLB engagiert sich grundsätzlich nicht in der Rüstungsfinanzierung.“

### Engagement in ökologisch fragwürdigen Projekten
Die BayernLB finanzierte gemäß der Kritik verschiedener Vereinigungen die Atomkraftanlagen in Belene, Olkiluoto und Mochovce.
Die BayernLB hat 2021 ihre Haltung zum Thema Atomkraft veröffentlicht. Darin heißt es: „Von der zweckgebundenen Finanzierung ausgeschlossen sind Projekte und alle damit zusammenhängenden Waren und Dienstleistungen zum Abbau und / oder zur Gewinnung von Kernbrennstoffen und Projekte zum Bau neuer Atomkraftwerke und alle damit zusammenhängenden Waren und Dienstleistungen, sowie zur Gewährleistung des laufenden Betriebes.“
Die BayernLB finanzierte die umstrittene Dakota Access Pipeline mit, die quer durch ein Indianerreservat geplant ist und von dessen Einwohnern als Bedrohung ihrer Lebensgrundlagen betrachtet wird.

### Briefkastenfirmen
Die BayernLB gehört zu den 28 deutschen Banken, die laut den März 2016 veröffentlichten Panama Papers Briefkastenfirmen gegründet haben. Nach einem Bericht der Süddeutschen Zeitung gründete die BayernLB 129 Briefkastenfirmen über ihre Tochtergesellschaft Banque LB Lux in Luxemburg. Die Tochtergesellschaft hatte von 2005 bis 2010 die Gründung von Briefkastenfirmen in Panama vermittelt. Die BayernLB gab an, dass ihre Tochtergesellschaft Banque LB Lux 2013 verkauft wurde, und kündigte zudem weitere Untersuchungen an.

## Auswirkungen der Immobilien- und Finanzmarktkrise
Anfang 2008 geriet auch die BayernLB infolge der Finanzmarktkrise ab 2007 unter finanziellen Druck. Die BayernLB hatte, ähnlich wie die IKB Deutsche Industriebank, in Immobilienkredite am Subprime-Markt investiert. Die Bank musste infolgedessen GuV-wirksame Wertberichtigungen in Höhe von 600 Mio. Euro vornehmen und weitere Buchwertminderungen in Höhe von 1,3 Milliarden Euro in ihren Handelspositionen vornehmen. Wegen der Immobilienkrise trat BayernLB-Chef Schmidt zum 1. März 2008 zurück. Im erstmals nach IFRS-Regeln aufgestellten Jahresabschluss 2007 hinterließ die Risikovorsorge ihre Spuren: Der Konzernüberschuss reduzierte sich von 1000 Millionen Euro im Jahr 2006 auf 92 Millionen Euro im Jahr 2007.
Bei Veröffentlichung der ersten Quartalszahlen 2008 zeigte sich das eigentliche Ausmaß der Krise: Zu den Wertberichtigungen 2007 in Höhe von 2,3 Mrd. Euro kamen im 1. Quartal 2008 weitere 2 Mrd. Euro hinzu. Das kritische Gesamtportfolio wurde gar mit 24 Mrd. Euro beziffert. Die Krise weitete sich auf die CSU und deren seinerzeitigen Parteivorsitzenden Erwin Huber aus, der als Verwaltungsratsvorsitzender der Bank und bayerischer Finanzminister mit verantwortlich gemacht wurde. Auf Druck der Opposition im bayerischen Landtag wurde ein Untersuchungsausschuss zu den Belastungen der BayernLB eingesetzt.
Der Ad-hoc-Meldung der Bank vom 21. Oktober 2008 zufolge wird im 3. Quartal 2008 ein Minus von etwa 1 Milliarde Euro erwartet, zu dem die Entwicklungen am Finanzmarkt beigetragen haben. Zur Stärkung ihrer Eigenkapitalbasis wird die BayernLB Bundesmittel aus dem Finanzmarktstabilisierungsfonds in Höhe von 5,4 Milliarden Euro beantragen. Das angestrebte Kosteneinsparungsprogramm in einem Zeitraum von drei Jahren wird von 150 auf insgesamt 400 Millionen Euro erhöht, was mit einem Personalabbau verbunden ist.
Im März 2009 werden Verluste 2008 von 5 Milliarden Euro bekannt gegeben. Davon blieben dem Staat schlussendlich 10 Milliarden Euro an Kosten übrig.

### Rettungspaket
Der Freistaat Bayern wird zur Rettung der Bank zehn Milliarden Euro Kapital zur Verfügung stellen, teilte der bayerische Ministerpräsident Horst Seehofer mit. Ende November 2008 wurde bekannt, dass das Finanzloch bei der BayernLB wesentlich höher ist als vermutet: Seit Ende Oktober 2008 hat sich ihr Finanzbedarf fast verdoppelt. Der Hilfsfonds der Bundesregierung soll vorbeugende Bürgschaften in Höhe von weiteren 15 Milliarden Euro stellen.
Anfang Dezember 2008 wurde ein umfassendes Sparpaket beschlossen. Konzernweit streicht die Bank 5600 Stellen. Bayern will die Landesbank ohne Hilfe des Bundes mit 10 Mrd. Euro Eigenkapitalzufuhr unterstützen. Das bayerische Kabinett hat dazu einen zweiten Nachtragshaushalt beschlossen. Der Bund stellt eine zusätzliche Garantie über 15 Mrd. Euro für Anleihen zur Verfügung.
Die BayernLB hat Ende April 2009 einen Umstrukturierungsplan bei der EU-Kommission eingereicht. Das von der EU-Kommission eingeleitete Beihilfeverfahren wurde am 25. Juli 2012 abgeschlossen. Die EU-Kommission genehmigte mit Auflagen die Beihilfen, welche die BayernLB im Zuge der Finanzmarktkrise vom Freistaat Bayern erhalten hatte.
Anlässlich der Bilanzpressekonferenz der BayernLB im März 2011 fordert SPD-Landtagsfraktionschef Markus Rinderspacher einen Rückzahlplan für die Landesbankschulden beim bayerischen Fiskus. Der bayerische Steuerzahler müsse Tag für Tag fast 940.000 Euro nur an Zinsen für den 10 Mrd-Kredit aufbringen, in der Stunde 39.155 Euro (im Jahr 2011 343.000.000 Euro, im Jahr 2012 355.300.000 Euro). Rinderspacher veröffentlicht das Wachstum der Schuldzinsen in Sekundenschritten auf der Internetseite der SPD-Landtagsfraktion.
Im Juni 2017 konnte die BayernLB (Bayerische Landesbank) das EU-Beihilfeverfahren mit einer Rückzahlung an den Freistaat Bayern von insgesamt fast 5,5 Mrd. Euro vorzeitig beenden. Die BayernLB musste nach EU-Entscheidung von 2012 bis spätestens 2019 insgesamt 4,96 Mrd. Euro an den Freistaat zahlen. Möglich wurde die vorzeitige Rückzahlung der noch ausstehenden Staatshilfe durch die positive geschäftliche Entwicklung der BayernLB und der damit einhergehenden solideren Kapitalausstattung der Bank. Die finanzielle Stabilität der BayernLB wurde auch im Rahmen der Genehmigung der Auszahlung der stillen Einlage durch die zuständigen Behörden (EZB, Bundesbank, Bafin und EU-Kommission) entsprechend gewürdigt.

### Gesetzliche Maßnahmen
Der Bayerische Landtag hat am 27. Juli 2009 Änderungen im Gesetz über die Bayerische Landesbank beschlossen. Durch den neu eingefügten Artikel 1a sind die rechtlichen Voraussetzungen für eine Umwandlung der Bank geschaffen, wie sie bereits politisch angekündigt ist. Die Regelungen über ihre Aufgaben wurden präzisiert, was sich vor allem an der Abkehr vom weltweiten Geschäftsgebiet bemerkbar macht. Die bisherige paritätische Besetzung des Verwaltungsrats zwischen staatlicher und Sparkassenseite wurde geändert. Durch die erforderlichen Stützungsmaßnahmen auch des Landes hatte sich die Eigenkapitalaufbringung massiv in Richtung des Freistaats bewegt. Sein Einfluss im Aufsichtsorgan wurde daher gestärkt.

## Beteiligung an der Hypo Alpe Adria Group
Im Mai 2007 übernahm die BayernLB 50 % plus eine Aktie an der österreichischen Bank Hypo Group Alpe Adria (HGAA). Dafür wurden rund 1,625 Mrd. Euro bezahlt. Dieser Anteil wurde in den folgenden Jahren auf eine Beteiligungsquote von 67,08 % aufgestockt, weil das Tochterunternehmen Finanzbedarf hatte.
Für den Kauf hatte die BayernLB einen Beratervertrag mit N M Rothschild & Sons abgeschlossen. Mit dem Kauf der Beteiligung war seitens der BayernLB das Ziel verbunden, die Bank noch besser im Ost- und Südosteuropageschäft zu verankern. Der damalige bayerische Innenminister und BayernLB-Verwaltungsrat Günther Beckstein führte am 15. Dezember 2009 vor der CSU-Fraktion des Landtags aus, dass bei der Entscheidung im Jahr 2007 sowohl in der Bayerischen Staatsregierung wie beim Sparkassenverband eine positive Stimmung hierzu geherrscht habe und auch die SPD im Landtag ebenso wie die Wirtschaftspresse der unternehmerischen Entscheidung gegenüber aufgeschlossen gewesen seien. Der Kauf der HGAA sei zuvor von vielen Experten geprüft worden und kein Alleingang gewesen, unterstrich Beckstein. Die BayernLB hatte vor dem Kauf die Buchprüfung bei der HGAA (Due-Diligence-Prüfung) in dem auffallend kurzen Zeitraum von zwei Wochen abgeschlossen und dazu auf Informationen des Vermögensberaters Tilo Berlin zurückgegriffen, einem der Hauptprofiteure des Aktienkaufs. Berlin hatte kurz zuvor große Anteile der HGAA für seine Investoren gekauft, die dann profitabel von der BayernLB übernommen wurden. Berlin war nach dem Kauf der HGAA durch die BayernLB bis März 2009 Vorstandsvorsitzender der HGAA.
Der Verwaltungsrat der BayernLB hatte die Übernahme an einem Wochenende im sogenannten Umlaufverfahren ohne weitere Beratung entschieden. Das dem Kauf zustimmende Dokument wurde dazu per Kurier zwischen den Verwaltungsratsmitgliedern verschickt, ein ungewöhnliches Vorgehen bei einer 1,6-Milliarden-Übernahme. Dem für den Verkauf zuständigen Aufsichtsrat der Kärntner Landesholding wurde am Tag der Beschlussfassung eine 100-seitige Tischvorlage vorgelegt. Zum Studium des Syndikatsvertrags hatte er eine Minute Zeit. Zentrale Fragen wurden nicht beantwortet.
Im Herbst 2009 zeigte sich, dass die HGAA nach einer Stützungsmaßnahme aus dem österreichischen Rettungsfonds im Jahr 2008 von 900 Millionen Euro eine weitere Kapitalspritze von mindestens 1,5 Milliarden Euro bis zum Jahresende 2009 benötigte, um ihre Zahlungsbereitschaft sicherzustellen. Diese war durch Kreditausfälle und die notwendige Risikovorsorge für weitere marode Ausleihungen ausgelöst. Die bayerische Staatsregierung, mit drei Ministern im Verwaltungsrat der BayernLB präsent, lehnte es als Haupteigentümer der BayernLB ab, weitere Mittel in deren österreichische Tochtergesellschaft einzuschießen.
Eine Krisensitzung in Wien am 13./14. Dezember 2009 auf Einladung des österreichischen Finanzministers Josef Pröll erbrachte im Ergebnis den Verkauf der BayernLB-Anteile für den symbolischen Preis von einem Euro an die Republik Österreich. Zum selben Gegenwert gaben auch die beiden anderen HGAA-Eigentümer, das Bundesland Kärnten und die Grazer Wechselseitige Versicherung, ihre Beteiligung an den Staat ab. Die BayernLB verlor nach dem gefundenen Kompromiss insgesamt etwa 3,7 Milliarden Euro, die sie in die HGAA investiert hatte. Hierin enthalten sind die Anteile der Beteiligung von rund 2,8 Milliarden Euro und an die Tochterbank gewährte Darlehensmittel von 825 Millionen Euro, auf deren Rückzahlung sie beim Krisengespräch verzichtete.
Der österreichische Notenbankgouverneur Ewald Nowotny übte Kritik am Rückzug der BayernLB aus der HGAA. Die Landesbank trenne sich nun bereits von der dritten Beteiligung, nach ihren Anteilen an der BAWAG und der kroatischen Riječka Banka. Das bayerische Kabinett wurde am 14. Dezember über das Wiener Verhandlungsergebnis von Finanzminister Georg Fahrenschon unterrichtet und zog unter dem Vorsitz des Ministerpräsidenten Horst Seehofer erste personelle Konsequenzen in den Organen der BayernLB. Der Vorstandsvorsitzende Michael Kemmer, der als den Kauf befürwortender Finanzvorstand in den Ruch einer Mitschuld an der Fehlentscheidung geriet, erklärte seinen Rücktritt, das Verwaltungsratsmitglied Klaus Weigert, ein Vertreter des Finanzministeriums im Aufsichtsorgan, stellte seinen Posten zur Verfügung. In einer Regierungserklärung vor dem Bayerischen Landtag führte Seehofer einen Tag später aus, dass der Beteiligungserwerb ein Fehler gewesen sei und sagte eine umfassende Klärung über die Verantwortlichkeiten ohne Ansehen der Person zu. Laut Bericht der süddeutschen Zeitung belief sich der Gesamtverlust aus der HGAA fünf Milliarden Euro.

### Juristische Aufarbeitung
Die Staatsanwaltschaft München leitete gegen den früheren Vorstandsvorsitzenden der BayernLB, Werner Schmidt, Ermittlungen wegen des Verdachts der Untreue ein. In Luxemburg, Österreich und München wurden am 14. Oktober 2009 Bankgeschäftsräume und Wohnungen durchsucht. Es bestand der Verdacht, dass die BayernLB die österreichische Bank Hypo Group Alpe Adria (HGAA) absichtlich zu teuer gekauft und in bankunüblicher Weise ein hohes Schuldenrisiko übernommen habe. Schmidt bestritt, dass irgendetwas mit falschen Dingen zugegangen sei. Im Dezember 2009 wurde bekannt, dass der ehemalige Landesbankchef Schmidt nach seinem dortigen Ausscheiden von der HGAA einen Beratervertrag erhalten hatte, der mit 50.000 Euro dotiert war.
In der Folge wurden 2010 von Seiten der Oppositionsparteien im Bayerischen Landtag, SPD und Freie Wähler, Strafanzeigen gegen die CSU-Politiker Günther Beckstein, Erwin Huber und Kurt Faltlhauser gestellt. Die Politiker hatten als Vertreter des Freistaats Bayern dem Verwaltungsrat der Bayerischen Landesbank angehört. Nachdem die Anzeigen von der Staatsanwaltschaft jedoch mangels Anfangsverdacht nicht weiter verfolgt worden waren, während sie im Mai 2010 Anklage gegen die früheren Vorstände der Bank erhoben hatte, kritisierte die zuständige Kammer des Landgerichts München I unter dem Vorsitzenden Richter Hans-Joachim Eckert diese Entscheidung. Es sei „nicht nachvollziehbar, wieso die Staatsanwaltschaft Vorwürfe gegen einzelne Mitglieder des Verwaltungsrats eingestellt, aber gegenüber allen Mitgliedern des Vorstandes wegen Untreue Anklage erhoben“ habe, schrieb die Kammer in ihren Beschluss unter Hinweis auf die Zustimmung des Verwaltungsrats zum Kauf der HGAA. Das Gericht folgte nicht der Argumentation der Staatsanwaltschaft, nach der die Mitglieder des Verwaltungsrates nur ungenügend durch den Vorstand informiert und deshalb durch diesen getäuscht worden seien, und ließ die Anklage gegen den früheren Bankenvorstand nur in zwei kleineren Punkten zu. Das Gericht verwarf mit dieser Entscheidung den Hauptanklagepunkt der Staatsanwaltschaft im Ganzen, weil es auf Seiten des Vorstands der Landesbank keinen hinreichenden Tatverdacht für Untreue beim Kauf der Hypo Alpe Adria erkennen konnte. Den aus Sicht der Staatsanwaltschaft bereits damals um 550 Millionen Euro überhöhten Kaufpreis bewertete das Gericht als im Rahmen des unternehmerischen Ermessens befindlich. Diese Entscheidung wurde von der Öffentlichkeit als Rüge an den Arbeitsergebnissen der Staatsanwaltschaft interpretiert, was das Gericht allerdings bestritt. Tatsächlich waren die inhaltlichen Differenzen zwischen Strafkammer und Staatsanwaltschaft so weitreichend, dass letztere ihre Position „energisch“ öffentlich vertrat und gegen den Beschluss der Kammer, den Hauptanklagepunkt nicht zu verfolgen, Widerspruch vor dem Oberlandesgericht München einlegte. Das Oberlandesgericht folgte daraufhin der Argumentation der Staatsanwaltschaft, nach der alle Anklagepunkte untrennbar miteinander verbunden und deshalb im Verfahren gemeinsam zu verhandeln seien und verpflichtete die 6. Strafkammer, dementsprechend auch über die Frage des schuldhaften Vorgehens des BayernLB-Vorstands zu befinden. Im Januar 2014 begann das Verfahren gegen die ehemaligen Vorstandsmitglieder Michael Kemmer, Theodor Harnischmacher, Ralph Schmidt, Stefan Ropers, Rudolf Hanisch, Gerhard Gribkowsky und Werner Schmidt. Der Verdacht der Untreue bestätigte sich im Verlauf der Verhandlungen nicht, so dass das Verfahren gegen Harnischmacher, Ralph Schmidt, Ropers und Hanisch im August 2014 gegen geringe Geldauflagen eingestellt wurde.
Zuvor war bereits im Februar 2014 das Verfahren gegen Gribkowsky, ehemaliger Risikovorstand der BayernLB, eingestellt worden, da ihm keine wesentliche Verantwortung oder persönliche Bereicherung nachgewiesen werden konnte. Auch nach dieser Einstellung wurde er im Verlauf des Verfahrens gegen die anderen Vorstandsmitglieder weiter als Zeuge vernommen. Seine freimütige Einlassung zum Umgangston im Vorstand, „Pack schlägt sich, Pack verträgt sich“, sorgte bei einigen ehemaligen Kollegen für Kopfschütteln. Dass der Kauf der HGAA auf politischen Druck erfolgt sei, bestritt er mit den Worten „Aber selbst wenn Herr Faltlhauser und seine Kollegen das im Chor gesungen hätten, hätte es uns nicht so unter Druck gesetzt, dass wir eine Bank kaufen, die nicht kaufbar gewesen wäre.“
Das Verfahren endete nach 53 Verhandlungstagen im Oktober 2014. Zuvor hatte sich der ehemalige BayernLB-Vorstand Werner Schmidt nach einer Absprache zwischen den Prozessparteien schuldig bekannt, den mittlerweile verstorbenen Kärntner Landeshauptmann Jörg Haider indirekt mit fünf Millionen Euro bestochen zu haben. Schmidt hatte während einer Vernehmung freimütig geäußert, der BayernLB tatsächlich Geld gespart zu haben, insofern er die Forderungen Haiders nach Schmiergeld in Höhe von zehn Millionen Euro als Sponsoring für den Klagenfurter Fußballclub SK Austria Kärnten auf die Hälfte heruntergehandelt habe. Hierbei handelte es sich allerdings um einen Straftatbestand, der in der Folge zur Verurteilung führte. Bei der Urteilsverkündung betonte Richter Eckert, dass Schmidt im Interesse der Bank handeln und den Geschäftsabschluss nicht gefährden wollte, sich dabei aber „von der schillernden Figur Haider über den Tisch“ habe ziehen lassen. Schmidt wurde vom Gericht zu einem Jahr und sechs Monaten verurteilt. Die Strafe wurde zur Bewährung ausgesetzt. Zudem musste er 100.000 € Geldstrafe bezahlen.
Das Verfahren gegen den frühen Bayern-LB Vize Rudolf Harnisch wurde gegen eine Auflage von 50.000 € im gleichen Zuge ebenfalls eingestellt.
Im Januar 2012 reichte die BayernLB zudem Klage vor den Bayerischen Verwaltungsgerichten München und Würzburg gegen den ehemaligen bayerischen Finanzminister Kurt Faltlhauser und den ehemaligen Vorsitzenden des Verwaltungsrats Siegfried Naser ein. Die BayernLB fordert Schadensersatzzahlungen in Höhe von 200 Millionen Euro. Bei der Summe soll es sich um die höchste Schadensersatzforderung handeln, die in Deutschland je gegen einen hohen Politiker eingefordert wurde.
Im Juni 2014 unternahm Österreich den Versuch, das betroffene Bundesland Kärnten von den finanziellen Folgen seiner für Anleihen der HGAA gegebenen Finanzgarantien durch einen Schuldenschnitt in Höhe von bis zu 890 Millionen Euro mittels eines Hypo-Sondergesetzes zu befreien. Aufgrund einer Klage der BayernLB und anderer Banken erklärte der österreichische Verfassungsgerichtshof im Juli 2015 dieses Sondergesetz für verfassungswidrig, da es gegen das Grundrecht auf Schutz des Eigentums verstieß.

### Investorengruppe Berlin & Co
Am 1. Januar 2010 berichtete die Süddeutsche Zeitung, dass sich der Verdacht auf Insider-Geschäfte beim Verkauf der HGAA an die BayernLB erhärtet hätte. Demnach soll Tilo Berlins Investorengruppe beim Kauf des Anteils von 9,09 Prozent an der HGAA bereits gewusst haben, dass die Bank wenig später von der BayernLB zu einem höheren Preis übernommen wird. Bereits am 31. Januar 2007 soll es in der Münchner Konzernzentrale der BayernLB eine geheime Gesprächsrunde über den geplanten Verkauf gegeben haben, bei der die Bankmanager Werner Schmidt und Wolfgang Kulterer, Vertraute des Kärntner Landeshauptmanns Jörg Haider, als auch Tilo Berlin anwesend waren. Bisher hatten Schmidt, Kulterer, Berlin und Haider als Zeugen in einem Untersuchungsausschuss des Kärntner Landtags behauptet, sie hätten erst ab März 2007 vom Interesse der BayernLB an der Hypo Alpe Adria erfahren. In der Folge erhöhte die Investorengruppe um Berlin ihren Anteil auf 25 Prozent plus eine Aktie. Nach kurzer Zeit konnte die Investorengruppe ihre Beteiligung an der Hypo Alpe Adria am 22. Mai 2007 an die BayernLB mit hohem Gewinn weiterverkaufen. Dieser soll bei 170 Millionen Euro gelegen haben.
In einem Verfahren vor dem Landgericht Klagenfurt wegen des Vorwurfs geheimer Absprachen mit Investoren im Zusammenhang mit dem Verkauf der HGAA an die BayernLB wurde Berlin im April 2014 schuldig gesprochen und zu einer Freiheitsstrafe von 26 Monaten verurteilt. Seine Verteidigung legte Berufung beim Obersten Gerichtshof (OGH) ein, so dass das Urteil nicht rechtskräftig wurde. Im Oktober 2015 empfahl der Generalprokurator dem OGH, das Urteil gegen Berlin zu bestätigen. Im April 2016 hob der OGH die erstinstanzlichen Urteile teilweise auf. Nach Auffassung des Gerichts waren die von der Vorinstanz getroffenen Feststellungen für eine Bestätigung des Untreuevorwurfs nicht hinreichend. Insofern ist das Verfahren zu wiederholen.